# 1998年德國聯邦議院選舉

選舉結果

1998年德國聯邦議院選舉在1998年9月27日進行，選出第14屆德國聯邦議院。德國社會民主黨在這次選舉中成為國會最大政黨，在669個議席中獲得了298個議席。格哈特·施羅德因此就任德國總理。這也是社民黨在1972年之後首次成為德國國會最大政黨。